# Kajsa Kling

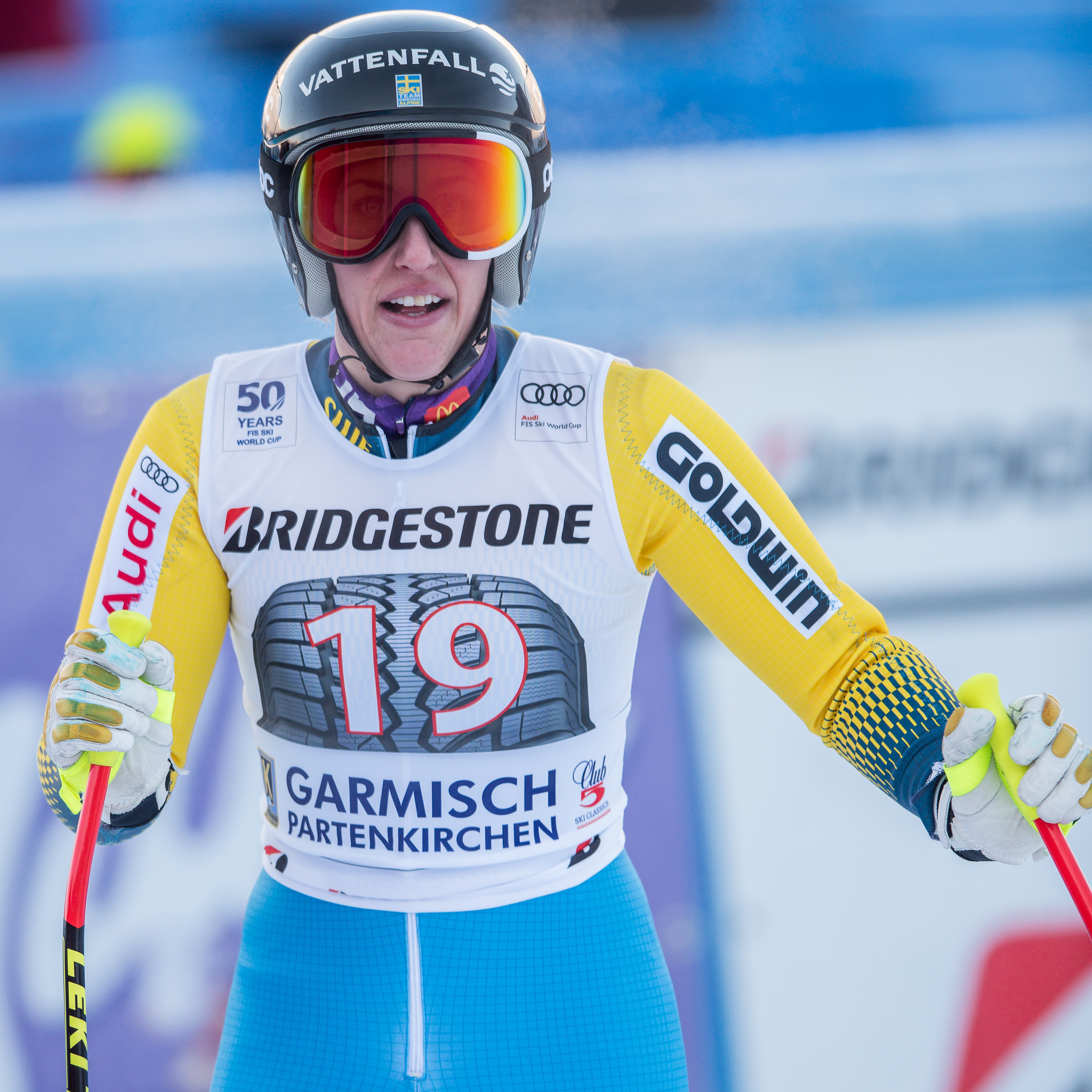
Kajsa Kling (2017)

Kajsa Kling nació el 25 de diciembre de 1988 en Åre (Suecia). Es una esquiadora que tiene 2 podios en la Copa del Mundo de Esquí Alpino.

## Resultados

### Juegos Olímpicos de Invierno
- 2010 en Vancouver, Canadá
  - Eslalon Gigante: 26.ª
- 2014 en Sochi, Rusia
  - Eslalon Gigante: 18.ª
  - Descenso: 23.ª

### Campeonatos Mundiales
- 2015 en Vail/Beaver Creek, Estados Unidos
  - Super Gigante: 8.ª
  - Descenso: 18.ª

### Copa del Mundo

#### Clasificación general Copa del Mundo
- 2007-2008: 124.ª
- 2008-2009: 105.ª
- 2009-2010: 89.ª
- 2010-2011: 86.ª
- 2011-2012: 90.ª
- 2012-2013: 102.ª
- 2013-2014: 15.ª
- 2014-2015: 27.ª

#### Clasificación por disciplinas (Top-10)
- 2013-2014:
  - Super Gigante: 8.ª
- 2015-2016:
  - Super Gigante: 10.ª